# Arne Anderssons stiftelse
Arne Anderssons stiftelse för samhället Kinnareds väl inrättades den 6 november 2006 genom beslut av Länsstyrelsen i Västra Götalands län. Stiftelsen tillkom genom Arne Anderssons testamente. 
Arne Andersson föddes den 17 januari 1944 och avled i cancer den 17 maj 2005. Arne Andersson levde hela sitt liv i Kinnared.